# Racine carrée de deux
« Constante de Pythagore » redirige ici. Ne pas confondre avec Nombre de Pythagore ni Nombre premier de Pythagore.
La racine carrée de deux, notée {\displaystyle {\sqrt {2}}} (ou parfois {\displaystyle 2^{1/2}}), est le seul nombre réel positif qui, lorsqu’il est multiplié par lui-même, donne le nombre 2, autrement dit {\displaystyle {\sqrt {2}}\times {\sqrt {2}}=2}. C’est un nombre irrationnel, dont une valeur approchée à 10−9 près est :
{\displaystyle {\sqrt {2}}\approx 1,414\ 213\ 562}.

L’hypoténuse d’un triangle rectangle isocèle de côté 1 vaut.

Le calcul d’une valeur approchée de {\displaystyle {\sqrt {2}}} a été un problème mathématique pendant des siècles. Ces recherches ont permis de perfectionner les algorithmes de calculs d’extraction de racines carrées. En informatique, ces recherches se sont poursuivies afin d’optimiser ces algorithmes en réduisant les temps de calcul et la consommation de mémoire.
Géométriquement, {\displaystyle {\sqrt {2}}} est le rapport de la diagonale d'un carré sur son côté, c'est-à-dire le rapport de l’hypoténuse d’un triangle rectangle isocèle sur l'un des côtés de l'angle droit, ce qui est un cas particulier du théorème de Pythagore.
Le nombre {\displaystyle {\sqrt {2}}} est connu depuis longtemps : en Mésopotamie, les scribes savaient déjà en calculer une valeur approchée très précise, dans le premier tiers du second millénaire avant notre ère. Vraisemblablement vers le Ve siècle av. J.-C., les mathématiciens grecs ont montré que la diagonale d'un carré et son côté étaient incommensurables, ce qui revient à dire que {\displaystyle {\sqrt {2}}} est un irrationnel. L'étude de l'incommensurabilité a joué un rôle important dans le développement des mathématiques grecques. Pour les Grecs, ni les fractions, ni les irrationnels ne sont des nombres. Ce pas est franchi par les mathématiciens arabes à l'origine de l'algèbre.
Ce nombre intervient dans des applications de la vie courante :
- les feuilles de papier au format international (ISO 216) ont une proportion longueur/largeur approchée à {\displaystyle {\sqrt {2}}} ;
- en musique, le rapport des fréquences de la quarte augmentée de la gamme tempérée vaut {\displaystyle {\sqrt {2}}} ;
- en électricité, la tension maximale du courant alternatif monophasé domestique vaut {\displaystyle {\sqrt {2}}} fois la tension efficace indiquée (généralement 110 ou 230 V) ;
- en photographie, la suite des valeurs d’ouverture du diaphragme sont les valeurs approchées d’une suite géométrique de raison {\displaystyle {\sqrt {2}}}.

## Dénomination

Légende : 1. Indice ; 2. Radical ; 3. Radicande

L’expression « racine carrée » est issue de la notation géométrique européenne qui prévalait avant la notation algébrique, et plus particulièrement de l’une des constructions de {\displaystyle {\sqrt {2}}} qui sera présentée à la section consacrée à l'historique ; en effet, les problèmes mathématiques ont souvent été présentés sous forme géométrique avant d’être ramenés à des expressions algébriques.
Le nombre 2 ayant exactement deux racines carrées réelles, {\displaystyle {\sqrt {2}}} et {\displaystyle -{\sqrt {2}}}, {\displaystyle {\sqrt {2}}} pourrait se lire racine carrée positive de 2, ou racine carrée principale de 2. On le prononce simplement racine carrée de 2, voire racine de 2 pour simplifier. Une autre expression correcte, faisant référence au symbole {\displaystyle {\sqrt {\quad }}}, est « radical de deux », mais elle est peu courante.
On trouve parfois {\displaystyle {\sqrt {2}}} appelé constante de Pythagore, peut-être à cause d'une légende attribuant la découverte de l'irrationalité de {\displaystyle {\sqrt {2}}} à l'école pythagoricienne.
Le symbole a été vu pour la première fois en version imprimée sans la barre horizontale au-dessus des nombres à l’intérieur de la racine en 1525 dans Die Coss de Christoff Rudolff, un mathématicien allemand.

## √2dans la vie courante

### Format de papier

Le rapport longueur/largeur d’une feuille de format A est une bonne approximation de.

Les formats de papier A, B et C de la norme ISO 216, d’emploi courant hors de l’Amérique du Nord, ont été conçus pour vérifier une propriété remarquable : une feuille coupée en deux parties égales par la largeur, produit deux feuilles semblables à l’original ; c’est-à-dire avec le même rapport longueur/largeur. L’aire étant diminuée d’un facteur 2, ceci n’est possible que si ce rapport vaut {\displaystyle {\sqrt {2}}} ; dans la pratique, les dimensions sont arrondies.
Ci-dessous sont données les valeurs approximatives des formats A0 à A5 en fonction de {\displaystyle {\sqrt {2}}}.
| format | longueur (m)                                               | largeur (m)                                                | aire (m2)                        |
| ------ | ---------------------------------------------------------- | ---------------------------------------------------------- | -------------------------------- |
| A0     | {\displaystyle {\sqrt {\sqrt {2}}}}                        | {\displaystyle {\dfrac {\sqrt {\sqrt {2}}}{\sqrt {2}}}}    | {\displaystyle 1}                |
| A1     | {\displaystyle {\dfrac {\sqrt {\sqrt {2}}}{\sqrt {2}}}}    | {\displaystyle {\dfrac {\sqrt {\sqrt {2}}}{2}}}            | {\displaystyle {\dfrac {1}{2}}}  |
| A2     | {\displaystyle {\dfrac {\sqrt {\sqrt {2}}}{2}}}            | {\displaystyle {\dfrac {\sqrt {\sqrt {2}}}{2{\sqrt {2}}}}} | {\displaystyle {\dfrac {1}{4}}}  |
| A3     | {\displaystyle {\dfrac {\sqrt {\sqrt {2}}}{2{\sqrt {2}}}}} | {\displaystyle {\dfrac {\sqrt {\sqrt {2}}}{4}}}            | {\displaystyle {\dfrac {1}{8}}}  |
| A4     | {\displaystyle {\dfrac {\sqrt {\sqrt {2}}}{4}}}            | {\displaystyle {\dfrac {\sqrt {\sqrt {2}}}{4{\sqrt {2}}}}} | {\displaystyle {\dfrac {1}{16}}} |
Les séries B et C diffèrent de la série A respectivement d’un facteur {\textstyle {\sqrt {\sqrt {2}}}} ({\displaystyle \sim 1,19}) et {\textstyle {\sqrt {\sqrt {\sqrt {2}}}}} ({\displaystyle \sim 1,09}).
Les facteurs d’agrandissement de {\displaystyle 200\%,141\%,71\%,50\%} proposés par les photocopieuses sont des approximations de {\displaystyle ({\sqrt {2}})^{n}} qui permettent le passage à des formats de papier supérieurs ou inférieurs — que ce soit physiquement ou par impression de {\displaystyle 2^{n}} pages par feuille.
En mathématiques, on note plus volontiers {\textstyle {\sqrt {\sqrt {2}}}={\sqrt[{4}]{2}}=2^{1/4}} et {\textstyle {\sqrt {\sqrt {\sqrt {2}}}}={\sqrt[{8}]{2}}=2^{1/8}}.

### Musique
La gamme du tempérament égal se construit ainsi : le rapport de fréquences entre les notes extrêmes de l’octave est 2 ; et la gamme est divisée en douze demi-tons de rapports de fréquence égaux {\displaystyle f}. Le rapport de fréquences entre la note la plus haute et la plus basse est donc {\displaystyle f^{12}}, qui vaut, comme indiqué précédemment, 2. Le demi-ton a ainsi un rapport {\displaystyle f=2^{1/12}}.
| do                | do♯                      | ré                      | ré♯                     | mi                      | fa                       | fa♯                         | sol                      | sol♯                    | la                      | la♯                     | si                        | do                |
| {\displaystyle 1} | {\displaystyle 2^{1/12}} | {\displaystyle 2^{1/6}} | {\displaystyle 2^{1/4}} | {\displaystyle 2^{1/3}} | {\displaystyle 2^{5/12}} | {\displaystyle {\sqrt {2}}} | {\displaystyle 2^{7/12}} | {\displaystyle 2^{2/3}} | {\displaystyle 2^{3/4}} | {\displaystyle 2^{5/6}} | {\displaystyle 2^{11/12}} | {\displaystyle 2} |
Dans ce système, la quarte augmentée (do–fa♯) et la quinte diminuée (do-sol♭) sont égales et valent six demi-tons ; elles ont un rapport de fréquences de {\displaystyle {\sqrt {2}}}. Le chant grégorien utilise cet intervalle, le triton, mais à la fin du Moyen Âge celui-ci est systématiquement évité car jugé trop dissonant. Il reçoit alors le surnom de « Diabolus in Musica».

### Électricité

Tension sinusoïdale : valeur efficace.

En électricité, la tension efficace Ueff d’un courant alternatif sinusoïdal monophasé — par exemple les 110 V ou 220 V du courant domestique — est reliée à l’amplitude de la tension {\displaystyle \mathrm {U_{\text{max}}} } par
{\displaystyle \mathrm {U} _{\max }=\mathrm {U} _{\mathrm {eff} }{\sqrt {2}}}, noté aussi {\displaystyle {\widehat {\mathrm {U} }}=\mathrm {U} {\sqrt {2}}},
soit, dans la plupart des applications courantes :
{\displaystyle \mathrm {U} _{\mathrm {eff} }=0,7\,\mathrm {U} _{\max }{\sqrt {2}}.}
Cela est valable plus généralement pour la valeur efficace des grandeurs linéaires d’une onde sinusoïdale.
On remarquera aussi que
{\displaystyle 20\log(\mathrm {U} /{\sqrt {2}})=20\log \mathrm {U} -20\log {\sqrt {2}}=20\log \mathrm {U} -\log({\sqrt {2}}^{20})=20\log \mathrm {U} -\log(2^{10})=20\log \mathrm {U} -\log(1024)\simeq 20\log \mathrm {U} -3.}
On parle de bande passante à −3 décibels.

### Photographie

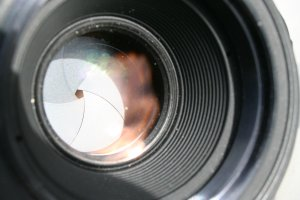
Diaphragme contrôlant l’ouverture d’un appareil photo.

Les ouvertures des appareils photographiques suivent la séquence normalisée {\displaystyle {\dfrac {f}{1{,}4}}\,;{\dfrac {f}{2}}\,;{\dfrac {f}{2{,}8}}\,;{\dfrac {f}{4}}\,;{\dfrac {f}{5{,}6}}\,;{\dfrac {f}{8}}\,;{\dfrac {f}{11}}\,;{\dfrac {f}{16}}\,;{\dfrac {f}{22}}\,;{\dfrac {f}{32}}\,;{\text{etc}}}. Le rapport entre deux ouvertures consécutives est une valeur proche de {\displaystyle {\sqrt {2}}}, qui a été choisie de sorte que le rapport de flux lumineux soit dans un rapport 2 (flux = diamètre2). En diminuant d’un « cran » l’ouverture on double le temps de pose nécessaire ou diminue d’un facteur 2 la sensibilité de la pellicule requise.
Dans la pratique, l’ouverture indiquée est un arrondi ; l’ouverture réelle peut coller au plus proche de {\displaystyle {\sqrt {2}}}. Il existe des subdivisions sur les appareils modernes, souvent dans des rapports {\displaystyle {\sqrt {\sqrt {2}}}} ou {\displaystyle {\sqrt {2}}^{1/3}}.
| Ouverture | {\displaystyle {\dfrac {f}{1{,}4}}} | {\displaystyle {\dfrac {f}{2}}}         | {\displaystyle {\dfrac {f}{2{,}8}}} | {\displaystyle {\dfrac {f}{4}}}            | {\displaystyle {\dfrac {f}{5{,}6}}} | {\displaystyle {\dfrac {f}{8}}}            | {\displaystyle {\dfrac {f}{11}}} | {\displaystyle {\dfrac {f}{16}}}           | {\displaystyle {\dfrac {f}{22}}} | {\displaystyle {\dfrac {f}{32}}}            |
| Diamètre  | {\displaystyle d}                   | {\displaystyle {\dfrac {d}{\sqrt {2}}}} | {\displaystyle {\dfrac {d}{2}}}     | {\displaystyle {\dfrac {d}{2{\sqrt {2}}}}} | {\displaystyle {\dfrac {d}{4}}}     | {\displaystyle {\dfrac {d}{4{\sqrt {2}}}}} | {\displaystyle {\dfrac {d}{8}}}  | {\displaystyle {\dfrac {d}{8{\sqrt {2}}}}} | {\displaystyle {\dfrac {d}{16}}} | {\displaystyle {\dfrac {d}{16{\sqrt {2}}}}} |
| Flux      | {\displaystyle I}                   | {\displaystyle {\frac {I}{2}}}          | {\displaystyle {\frac {I}{4}}}      | {\displaystyle {\frac {I}{8}}}             | {\displaystyle {\frac {I}{16}}}     | {\displaystyle {\frac {I}{32}}}            | {\displaystyle {\frac {I}{64}}}  | {\displaystyle {\frac {I}{128}}}           | {\displaystyle {\frac {I}{256}}} | {\displaystyle {\frac {I}{512}}}            |

## Dupliquer un carré

Construction d'un carré d'aire 2.

La question de la duplication d'un carré correspond à la construction d'un carré d'aire double de celle d'un carré donné. On suppose que l'on dispose d'un carré d'aire 1 et l'on cherche à construire un carré d'aire 2. Par définition, le carré d'aire 1 possède un côté de longueur 1 et le carré d'aire 2 possède la même aire que celle de deux carrés d'aire 1.
Il existe deux méthodes simples pour s'en persuader. La plus directe consiste à étudier la figure de gauche. Le carré de côté 1 est composé de deux triangles, celui de côté noté {\displaystyle {\sqrt {2}}} est formé d'exactement quatre triangles du même type, il est donc d'aire double. Une autre manière de se rendre compte du rapport deux entre les aires des carrés de la figure est l'usage du théorème de Pythagore. Un triangle isocèle rectangle de petit côté de longueur 1 possède une hypoténuse de carré égal à {\displaystyle 1+1=2}. Cette hypoténuse est la diagonale d'un carré de côté de longueur 1.

Duplication du carré grâce au cercle

L'aire d'un carré s'obtient par multiplication de la longueur du côté par lui-même. La longueur du côté du carré d'aire 2 multiplié par lui-même est donc égal à 2. Par définition de {\displaystyle {\sqrt {2}}}, la longueur de ce côté est {\displaystyle {\sqrt {2}}}.
Il est en outre possible, à l'aide d'un cercle, de dupliquer le carré sans en changer l'orientation. Dans la figure ci-contre le grand carré a une surface double du petit carré. Il suffit pour s'en convaincre de faire pivoter le petit carré d'un huitième de tour. Le rapport des côtés des deux carrés est donc de {\displaystyle {\sqrt {2}}}. La figure de gauche illustrera, pour les mathématiciens futurs la présence de la racine carrée de deux dans le sinus et le cosinus du huitième de tour.
{\displaystyle \cos(45^{\circ })=\sin(45^{\circ })={\frac {1}{\sqrt {2}}}={\frac {\sqrt {2}}{2}}}
Plus tard, ce tracé séduit de nombreux architectes comme Andrea Palladio dans sa Villa Rotonda ou dans l’Église ronde de Preslav. On le retrouve dans le cloître de la cathédrale de Cahors où la surface de la cour intérieure est égale à la surface de la galerie qui l'entoure ou dans les carnets de Villard de Honnecourt.

## Preuves d'irrationalité
Il existe de nombreuses démonstrations du fait que {\displaystyle {\sqrt {2}}} est irrationnel. Plusieurs d'entre elles n'utilisent que des connaissances arithmétiques très minimales, d'autres se généralisent en remplaçant {\displaystyle {\sqrt {2}}} par {\displaystyle {\sqrt {n}}} où l'entier naturel {\displaystyle n} n'est pas un carré parfait (voir l'article « Irrationnel quadratique »). Certaines sont des reformulations, avec les concepts et le langage mathématiques actuels, de preuves antiques ou supposées telles (cf. § Histoire).
Elles procèdent souvent en utilisant simplement la définition de la négation, en supposant que {\displaystyle {\sqrt {2}}} est, au contraire, rationnel, c'est-à-dire qu'il peut s'écrire sous la forme {\displaystyle {\dfrac {p}{q}}} pour certains entiers {\displaystyle q>0} et {\displaystyle p}, puis en déduisant une contradiction de cette hypothèse {\displaystyle {\sqrt {2}}={\dfrac {p}{q}}}, qui s'écrit aussi {\displaystyle p^{2}=2q^{2}}.

### Par parité
Soit {\displaystyle p} le plus petit entier strictement positif tel que {\displaystyle p^{2}} soit le double d'un carré, et soit {\displaystyle q} l'entier positif tel que {\displaystyle p^{2}=2q^{2}}. Alors, {\displaystyle p>q} (puisque {\displaystyle p^{2}>q^{2}}) et {\displaystyle p} est pair (puisque son carré l'est). En notant {\displaystyle p=2r} et en simplifiant par 2, l'équation se réécrit {\displaystyle q^{2}=2r^{2}}, avec {\displaystyle 0<q<p}, ce qui contredit la minimalité dans le choix de {\displaystyle p}.
Une variante consiste à pratiquer une descente infinie à partir d'une (hypothétique) solution {\displaystyle p^{2}=2q^{2}} : on construit {\displaystyle r} comme ci-dessus, puis {\displaystyle s,t}, etc. tels que {\displaystyle p^{2}=2q^{2}}, {\displaystyle q^{2}=2r^{2}}, {\displaystyle r^{2}=2s^{2}}, … et {\displaystyle p>q>r>s>\ldots }, ce qui est absurde puisqu'il n'existe pas de suite infinie strictement décroissante d'entiers positifs.

### Par soustractions réciproques
Soient à nouveau {\displaystyle p} et {\displaystyle q} entiers strictement supérieurs à {\displaystyle 0} tels que {\displaystyle {\dfrac {p}{q}}={\sqrt {2}}} avec {\displaystyle pq} le plus petit possible ou, ce qui revient au même, {\displaystyle q} le plus petit possible. On déduit de {\displaystyle p^{2}=2q^{2}} que {\displaystyle p(p-q)=p^{2}-pq=2q^{2}-pq=(2q-p)q}, d'où en posant
{\displaystyle r=p-q} et {\displaystyle s=2q-p} :
{\displaystyle {\dfrac {p}{q}}={\dfrac {s}{r}}}, ce qui contredit la minimalité de {\displaystyle q}, puisque {\displaystyle 0<r<q}.
En résumé : soit {\displaystyle q} le plus petit entier strictement supérieur à {\displaystyle 0} tel que {\displaystyle q{\sqrt {2}}} est entier, alors {\displaystyle q{\sqrt {2}}-q} est encore un tel entier qui est strictement inférieur à {\displaystyle q}, d'où une contradiction.
(On peut, comme précédemment, transformer ce raisonnement en une descente infinie.)

### Par un argument géométrique

Si le triangle est isocèle rectangle avec ses côtés de longueurs entières, alors c'est aussi le cas du triangle, qui est de dimensions plus petites.

Démontrer l'irrationalité de {\displaystyle {\sqrt {2}}} revient à démontrer que, pour une unité donnée, il n'existe pas de triangle isocèle rectangle dont les côtés sont chacun de longueur un nombre entier d'unité.
Si un tel triangle existe, alors il en existe nécessairement un plus petit dont les côtés sont aussi de longueur entière (sa construction est donnée sur le dessin ci-contre et détaillée ci-dessous). Or si un tel triangle existe, il en existe nécessairement un minimal ayant cette propriété (celui dont le côté de l'angle droit, par exemple, est minimal) d'où une contradiction.
Soit {\displaystyle ABC} un triangle isocèle rectangle en {\displaystyle B} et de côtés entiers. Alors, le cercle centré en {\displaystyle A} de rayon la longueur du petit côté {\displaystyle AB} coupe l'hypoténuse {\displaystyle [AC]} en un point {\displaystyle B'} tel que {\displaystyle B'C} soit encore de longueur entière, puisque {\displaystyle AC} et {\displaystyle AB'} le sont. La perpendiculaire menée en {\displaystyle B'} à l'hypoténuse {\displaystyle [AC]} coupe le côté {\displaystyle [BC]} en {\displaystyle A'}. Le triangle {\displaystyle A'B'C} est isocèle rectangle en {\displaystyle B'}, puisque l'angle en {\displaystyle B} est droit et l'angle en {\displaystyle C} est celui du triangle d'origine. Les droites {\displaystyle (A'B)} et {\displaystyle (A'B')} sont les tangentes issues de {\displaystyle A'} au cercle de centre {\displaystyle A} et de rayon {\displaystyle AB=AB'}, et donc {\displaystyle A'B=A'B'}, donc {\displaystyle A'B=A'B'=B'C}, et {\displaystyle A'C} est de longueur entière. On peut aussi interpréter la construction comme le pliage du triangle {\displaystyle ABC} dans lequel on ramène le côté {\displaystyle [AB]} sur l'hypoténuse.
On peut, en explicitant les calculs des côtés du triangle, donner une version purement arithmétique de cette preuve qui est alors celle du paragraphe précédent (prendre {\displaystyle p=AC} et {\displaystyle q=AB=BC}).

### Par le lemme de Gauss
Soit {\displaystyle q} le plus petit entier strictement supérieur à {\displaystyle 0} tel que le nombre {\displaystyle p:=q{\sqrt {2}}} soit entier, alors {\displaystyle q} est premier avec {\displaystyle p}, or il divise {\displaystyle p^{2}}. Il est donc égal à 1, et {\displaystyle p^{2}=2}, ce qui est impossible. C'est, particularisé à 2, un argument général qui montre que la racine carrée d'un entier qui n'est pas un carré parfait est irrationnelle.

### Par le théorème fondamental de l'arithmétique
Le couple {\displaystyle (p,q)} tel que {\displaystyle p^{2}=2q^{2}} étant cette fois arbitraire (i.e. {\displaystyle q} non nécessairement minimum), la contradiction vient de ce que dans la décomposition en produit de facteurs premiers, {\displaystyle p^{2}} a un nombre pair de facteurs et {\displaystyle 2q^{2}} un nombre impair. Une variante est de compter seulement les facteurs égaux à 2. Cet argument, là encore, s'adapte immédiatement à la racine carrée d'un entier qui n'est pas un carré parfait.

### Par les congruences
Avec {\displaystyle p} et {\displaystyle q} premiers entre eux comme plus haut, donc non tous deux divisibles par {\displaystyle 3}, {\displaystyle p^{2}-2q^{2}} ne peut pas être nul puisque modulo {\displaystyle 3}, il est congru à {\displaystyle 0^{2}-2\times (\pm 1)^{2}} ou {\displaystyle (\pm 1)^{2}-2\times 0^{2}} ou {\displaystyle (\pm 1)^{2}-2\times (\pm 1)^{2}}, c'est-à-dire à {\displaystyle \pm 1}. (En utilisant la notion d'inverse modulaire, on peut, dans cette méthode, remplacer {\displaystyle 3} par n'importe quel nombre premier {\displaystyle P} tel que 2 n'est pas un carré modulo {\displaystyle P}, c.-à-d. P congru à 3 ou 5 modulo 8).

## Constructions géométriques

### Construction de√2à la règle et au compas

Construction à la règle et au compas

Comme toute racine carrée de nombre entier, {\displaystyle {\sqrt {2}}} est constructible à la règle et au compas ; a contrario, ce n’est pas le cas de la racine cubique de 2 (c'est le problème de la duplication du cube.
Étant donné un segment {\displaystyle AB} de longueur unité, voici les différentes étapes pour construire un segment de longueur {\displaystyle {\sqrt {2}}} avec une règle non graduée et un compas :
1. Tracer le symétrique {\displaystyle B'} de {\displaystyle B} par rapport à {\displaystyle A}
  - Tracer le cercle {\displaystyle C_{1}} de centre {\displaystyle A} et de rayon {\displaystyle AB}, il coupe la demi-droite {\displaystyle [BA)} en {\displaystyle B'}
2. Tracer la médiatrice {\displaystyle (AH)} de {\displaystyle [BB']}
  - Tracer le cercle {\displaystyle C_{2}} de centre {\displaystyle B} et de rayon {\displaystyle r>AB}
  - Tracer le cercle {\displaystyle C_{3}} de centre {\displaystyle B'} et de rayon {\displaystyle r}, il coupe {\displaystyle C_{2}} en deux points, {\displaystyle H} et {\displaystyle H'}
  - Tracer le segment {\displaystyle [AH]} il intersecte {\displaystyle C_{1}} en un point {\displaystyle C}.

À cette étape le segment {\displaystyle [BC]} de longueur {\displaystyle {\sqrt {2}}} est construit.

### Construction de√2au compas seul

Construction au compas seul de

Comme tout nombre constructible à la règle et au compas, {\displaystyle {\sqrt {2}}} est constructible au compas seul.
Les étapes d’une construction possible sont :
1. Tracer quatre sommets consécutifs {\displaystyle B,G,H,I} de l’hexagone régulier de centre {\displaystyle A} et de sommet {\displaystyle B} ; ceci permet de construire {\displaystyle {\sqrt {3}}}, l’unité étant la longueur {\displaystyle AB}.
  - Tracer le cercle {\displaystyle C_{1}} de centre {\displaystyle A} et de rayon {\displaystyle AB} ;
  - Tracer le cercle {\displaystyle C_{2}} de centre {\displaystyle B} et de rayon {\displaystyle AB}, il coupe {\displaystyle C_{1}} en deux points, soit {\displaystyle G} l’un d’entre eux ;
  - Tracer le cercle {\displaystyle C_{3}} de centre {\displaystyle G} et de rayon {\displaystyle AB}, il coupe {\displaystyle C_{1}} en {\displaystyle B} et {\displaystyle H};
  - Tracer le cercle {\displaystyle C_{4}} de centre {\displaystyle H} et de rayon {\displaystyle AB}, il coupe {\displaystyle C_{1}} en {\displaystyle G} et {\displaystyle I} ;
2. Construire un triangle rectangle {\displaystyle ABC} d’hypoténuse {\displaystyle BC={\sqrt {3}}} ({\displaystyle AB=1}) ; {\displaystyle C} est l’un des deux points tel qu'{\displaystyle IC=IG} et {\displaystyle BC=BH} (sachant que {\displaystyle IG=BH={\sqrt {3}}>{\dfrac {IB}{2}}=1}).
  - Tracer le cercle {\displaystyle C_{5}} de centre {\displaystyle I} et de rayon {\displaystyle IG} ;
  - Tracer le cercle {\displaystyle C_{6}} de centre {\displaystyle B} et de rayon {\displaystyle BH} ({\displaystyle =IG}), il coupe {\displaystyle C_{5}} en {\displaystyle C}.

À cette étape le segment {\displaystyle [AC]} de longueur {\displaystyle {\sqrt {2}}} est construit.

## Histoire

### La période paléo-babylonienne

Schéma de la tablette YBC 7289.

La culture mathématique de la période paléo-babylonienne est avant tout algorithmique. Elle dispose d'un système de numération en notation positionnelle. Certaines tablettes, comme celle notée BM 13901, montrent une bonne connaissance des questions du second degré, probablement traitées à partir de méthodes géométriques simples, par copié-collé d'aires rectangulaires. En plus de disposer de méthodes de résolution, les Babyloniens savent calculer des approximations de racines carrées. La tablette YBC 7289, rédigée dans le premier tiers du second millénaire avant notre ère, donne une approximation de {\displaystyle {\sqrt {2}}}, interprétée comme le rapport de la diagonale du carré au côté, sous la forme suivante :
Cette écriture correspond à la meilleure approximation possible de {\displaystyle {\sqrt {2}}} avec quatre chiffres significatifs en numération babylonienne (base {\displaystyle 60}). L'approximation est précise au millionième. Elle dénote la connaissance d'un algorithme d'approximation de racine carrée, mais on ignore lequel. Il pourrait être de type méthode de Héron, encore aujourd'hui l'une des plus efficaces.

### L'Inde védique
Les Śulba-Sūtras, des textes rituels indiens de l'époque védique énoncent des règles géométriques pour la construction d'autels sacrificiels. La date de leur composition est difficile à déterminer, les plus anciens pourraient avoir été composés entre 800 et 500 av. J.-C.. Ils donnent un énoncé de ce que nous appelons maintenant le théorème de Pythagore, y compris le cas particulier de la diagonale du carré, qui permet de doubler son aire. Ils fournissent également une règle pour le calcul de la longueur de cette diagonale en fonction du côté, qui équivaut à une approximation rationnelle de {\displaystyle {\sqrt {2}}} remarquablement précise :
{\displaystyle {\sqrt {2}}\simeq 1+{\dfrac {1}{3}}+{\dfrac {1}{3\times 4}}-{\dfrac {1}{3\times 4\times 34}}},
soit environ {\displaystyle 1{,}4142157}, une valeur précise à un peu plus de 2 millionièmes près. L'un des Śulba-Sūtras, celui de Kātyāyana, précise qu'il ne s'agit que d'une valeur approchée.
Les traités ne donnent aucune indication sur la façon dont a été dérivée cette formule, même si plusieurs méthodes ont été proposées par les historiens.

### Grèce antique
Les mathématiciens de la Grèce antique ont découvert et démontré l'irrationalité de {\displaystyle {\sqrt {2}}} à une époque qu'il est difficile de déterminer, au plus tard dans les premières décennies du IVe siècle av. J.-C., et vraisemblablement pas avant le Ve siècle av. J.-C.. Ils ne l'exprimaient pas de cette façon : pour eux il n'est pas question d'un nombre {\displaystyle {\sqrt {2}}}, mais de rapport (au sens d'une relation) entre la diagonale et le côté du carré, et ils montrent que ceux-ci sont incommensurables, c'est-à-dire que l'on ne peut trouver de segment unité, aussi petit soit-il avec lequel mesurer de façon exacte ces deux longueurs.
La découverte de l'irrationalité, sa date, les circonstances qui ont amené à celle-ci, ses conséquences, la nature des premières démonstrations… tout ceci a suscité beaucoup de travaux chez les historiens, sans pour autant que ceux-ci arrivent à un consensus.
On ne possède pas de témoignages archéologiques analogues aux tablettes d'argile des Babyloniens, pour les mathématiques de la Grèce antique, mais de textes transmis par la tradition, par copie et recopie. Les premiers à nous être parvenus datent du IVe siècle av. J.-C., dans des œuvres dont les mathématiques ne sont pas l'objectif premier, les écrits de Platon, puis ceux d'Aristote.

#### Platon et Aristote
Dans un passage très connu du Ménon, Platon met en scène Socrate faisant découvrir à un jeune esclave la duplication du carré, par la construction d'un carré sur la diagonale. Socrate veut convaincre Ménon que le jeune esclave retrouve une connaissance qui est déjà en lui. Mais, pour David Fowler qui date le texte de 385 av. J.-C., c'est aussi le premier témoignage substantiel direct de la pratique des mathématiques grecques.
La première mention connue de l'incommensurabilité est également due à Platon, dans une œuvre plus tardive, le Théétète, où il décrit Théodore de Cyrène exposant ce qui correspond à l'irrationalité des racines carrées des nombres de {\displaystyle 3} à {\displaystyle 17} qui ne sont pas des carrés parfaits,. On déduit de ce passage que l'irrationalité de {\displaystyle {\sqrt {2}}} est bien connue à l'époque où Platon écrit, voire à celle où Théodore est censé enseigner, soit les premières décennies du IVe siècle av. J.-C..
Dans l'Organon, Aristote prend pour exemple de raisonnement par contradiction celui qui conduit à l'incommensurabilité de la diagonale, et précise (à deux endroits) que l'hypothèse de la commensurabilité conduit à ce qu'un nombre pair soit égal à un nombre impair. L'indication est imprécise, mais c'est la plus ancienne que l'on ait d'une démonstration. Aristote prend par ailleurs régulièrement pour exemple dans ses œuvres l'incommensurabilité de la diagonale au côté,.

#### Euclide
Dans les Éléments d'Euclide — le premier traité mathématique qui nous soit parvenu, écrit vers -300 — le traitement de l'incommensurabilité est déjà très élaboré. L'incommensurabilité est définie et traitée au livre X, et la proposition 2 en donne une caractérisation par un procédé de soustractions alternées, l'anthyphérèse, analogue à ce que nous appelons aujourd'hui algorithme d'Euclide en arithmétique (une division peut être vue comme une suite de soustractions) et fraction continue pour les nombres réels (les grandeurs sont incommensurables s'il y a toujours un reste, le procédé continue indéfiniment). La proposition 9 permet le rapport avec les propriétés arithmétiques traitées aux livre VII et livre VIII. Certaines éditions anciennes du livre X donnent bien en appendice une proposition (parfois numérotée 117) qui traite directement l'irrationalité de {\displaystyle {\sqrt {2}}} (l'incommensurabilité de la diagonale du carré et de son côté) par un argument de parité et une descente infinie. Mais celle-ci ne s'intègre pas au reste du texte, elle a pu être ajoutée pour son intérêt historique, et très possiblement après Euclide. Elle semble être postérieure d'une autre démonstration, toujours reposant sur un argument de parité, donnée en commentaire de l'un des passages d'Aristote cité ci-dessus par Alexandre d'Aphrodise au IIe siècle (apr. J.-C.), la plus ancienne complète et vraiment datable qui nous soit parvenue (pour l'incommensurabilité de la diagonale du carré et de son côté).

#### Hypothèses et reconstructions
Ce que l'on peut savoir au sujet de la découverte de l'irrationalité dépend, en plus de ces éléments, de fragments de textes anciens chez des auteurs plus tardifs, en particulier ceux d'une histoire (perdue) d'un élève d'Aristote, Eudème de Rhodes, et plus généralement de textes historiques tardifs, dont la fiabilité n'est pas évidente.
Aussi existe-t-il plusieurs thèses tant pour, le contexte, et les causes de la découverte de l'incommensurabilité, que pour sa ou ses premières démonstrations, les historiens en étant réduits à reconstituer celles-ci, de façon cohérente avec les connaissances (supposées) de l'époque. Ces reconstructions spéculatives développées à la fin du XIXe siècle et au XXe siècle, sont loin d'être convergentes et font toujours l'objet de débats.

##### Le pair et l'impair
Le plus souvent, {\displaystyle {\sqrt {2}}} (la diagonale du carré) tient le premier rôle, en particulier car une démonstration par parité (le principe en est celui de la première démonstration d'irrationalité ci-dessus) demande pour seule connaissance arithmétique la dichotomie entre nombres pairs et impairs, et peut se reconstituer à partir des connaissances arithmétiques que les historiens jugent pouvoir être celles des mathématiciens grecs du Ve siècle av. J.-C.. Ce serait alors à celle-ci que fait allusion Aristote.

##### L'anthyphérèse
Une autre possibilité est de s'appuyer sur la proposition X,2 d'Euclide (citée ci-dessus) qui pourrait témoigner d'anciennes démonstrations particulières d'irrationalité par anthyphérèse (soustractions alternées à la façon de l'algorithme d'Euclide). Cependant de telles démonstrations n'apparaissent pas dans Euclide, ni dans aucun texte grec ancien qui nous soit parvenu. Mathématiquement le principe en est celui exposé ci-dessus à la seconde (version arithmétique) et la troisième démonstration (version géométrique). Le fait de retrouver la même figure dans la version géométrique, montre que le procédé de soustractions réciproques continue indéfiniment donc de conclure par la proposition X,2. Il faut cependant admettre qu'un segment est divisible à l'infini, et pour cela Euclide appuie sa proposition X,2 sur la proposition X,1 (qui traite de la dichotomie), et utilise l'« axiome d'Archimède », attribué à Eudoxe et présent dans les Éléments. Une telle répétition se produit pour tout irrationnel quadratique, elle correspond au développement périodique de sa fraction continue. Cette périodicité rend la caractérisation d'Euclide opératoire pour les rapports correspondant à ces nombres. Dans le cas de {\displaystyle {\sqrt {2}}}, elle est immédiate, en une étape, et s'illustre facilement géométriquement. C'est le cas aussi pour la proportion en extrême et moyenne raison (notre nombre d'or), qui est le rapport entre une diagonale et le côté du pentagone, ce qui a conduit certains historiens à envisager que ce rapport, plutôt que {\displaystyle {\sqrt {2}}}, ait conduit à la découverte de l'irrationalité.
Ces possibilités ne sont pas nécessairement contradictoires, la découverte de l'irrationalité ayant pu se faire à propos de la diagonale du carré et/ou de celle du pentagone par un procédé semblable à l'anthyphérèse et la ou les premières démonstrations procéder par le pair et l'impair.

### Vers le nombre√2

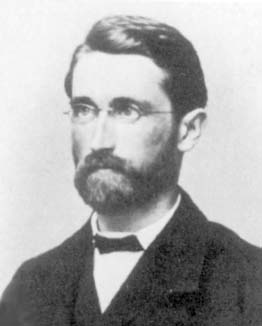
Richard Dedekind propose une construction rigoureuse des nombres réels à la fin du XIXe siècle.

L'histoire de la racine de deux se confond alors avec celle de la racine carrée et plus généralement des irrationnels, en quelques lignes :
- les Grecs, avec le livre V des Éléments, conçoivent ce que nous appelons les rationnels ou les réels comme des proportions, et non pas des nombres[46], théorie « subtile mais non directement opératoire »[47] ;
- alors que la tradition arithmético-algébrique, de Diophante à Al-Khawarizmi, au début du IXe siècle, est restreinte aux nombres rationnels positifs, les mathématiciens du monde arabo-musulman comme Abu Kamil dès le Xe siècle, puis Al-Karaji et Al-Samaw'al, développent une algèbre et un calcul qui comprend les nombres irrationnels, ce dernier et Al-Kashi utilisent des approximations décimales dans le cas des irrationnels[48] ;
- Omar Khayyam développe au XIe siècle une théorie des proportions où celles-ci sont des nombres, même si les incommensurables sont encore appelées impropres, travail que prolonge Nasir al-Din al-Tusi au XIIIe siècle[49] ;
- L'Europe n'assimile ces notions que tardivement, les travaux des mathématiciens du monde arabo-musulman, en particulier ceux d'Al-Tusi, sont connus en Europe au XVIe siècle, qui est une période de polémique pour savoir si les irrationnels méritent le statut de nombre[50], c'est à cette époque que l'usage du symbole {\displaystyle {\sqrt {\quad }}} se répand[51] ;
- même si le débat se poursuit au XVIIe siècle, il finit par se régler avec le développement du calcul algébrique et du calcul infinitésimal, le cadre théorique ne sera cependant défini que dans la seconde moitié du XIXe siècle, concurremment par plusieurs mathématiciens, Dedekind, Weierstrass, Cantor et Méray (voir construction des nombres réels)[52].

Dedekind pourra ainsi affirmer en 1872 quand il publiera son traité sur la construction des réels, que jusqu'alors, jamais l'égalité {\displaystyle {\sqrt {2}}\times {\sqrt {3}}={\sqrt {6}}} n'avait été démontrée rigoureusement.

## Autres propriétés

### Normalité
La normalité est un concept se basant sur la distribution des chiffres du développement décimal d’un nombre irrationnel, à savoir si tous les chiffres de 0 à 9 apparaissent dans ce développement et avec la même fréquence. En ce qui concerne {\displaystyle {\sqrt {2}}}, on ignore s’il est normal dans le système décimal ou dans toute autre base de numération.

### Degré algébrique et degré d'irrationalité
{\displaystyle {\sqrt {2}}} est un nombre algébrique de degré 2, dit entier quadratique, car solution de l’équation polynomiale du second degré à coefficients entiers {\displaystyle x^{2}-2=0} et de monôme dominant de coefficient égal à 1, mais d’aucune de degré 1 de par son irrationalité. On sait ainsi qu’il est difficilement approchable par une suite rationnelle {\displaystyle {\dfrac {p_{n}}{q_{n}}}} ; l’erreur est au mieux en
{\displaystyle \left|{\sqrt {2}}-{\frac {p_{n}}{q_{n}}}\right|\sim {\frac {1}{{q_{n}}^{2}}}}
Comme pour tout nombre algébrique irrationnel, sa mesure d'irrationalité est 2.

### Développement en fraction continue
La partie entière de {\displaystyle {\sqrt {2}}} est {\displaystyle 1} et sa partie décimale est donc {\displaystyle {\sqrt {2}}-1}, soit encore {\displaystyle {\dfrac {1}{1+{\sqrt {2}}}}}. On peut écrire ce résultat sous la forme :
En remplaçant {\displaystyle {\sqrt {2}}} dans le membre de droite par {\displaystyle 1+{\dfrac {1}{1+{\sqrt {2}}}}}, on obtient successivement
Ceci fournit le développement en fraction continue périodique de {\displaystyle {\sqrt {2}}}
ainsi que quelques valeurs approchées de ce nombre : {\displaystyle {\dfrac {3}{2}},{\dfrac {7}{5}},{\dfrac {17}{12}}}
{\displaystyle {\sqrt {2}}} est relié à un certain nombre de développements en fractions continues périodiques, par propriété des entiers quadratiques.
Pour {\displaystyle a,b} entiers strictement positifs tels que {\displaystyle a^{2}-2b^{2}=-1}, on a le développement suivant
{\displaystyle b{\sqrt {2}}-a={\cfrac {1}{2a+{\cfrac {1}{2a+{\cfrac {1}{2a+\cdots }}}}}}\,}
Ce développement se note couramment de manière plus concise :
{\displaystyle b{\sqrt {2}}=[a;2a,2a,2a,\ldots ]}.
On en tire les valeurs suivantes de {\displaystyle {\sqrt {2}}} :
{\displaystyle {\sqrt {2}}={\dfrac {1}{5}}\times [7;14,14,14,\ldots ]},
{\displaystyle {\sqrt {2}}={\dfrac {1}{29}}\times [41;82,82,82,\ldots ]}.
Plus généralement, pour {\displaystyle a,b} entiers strictement positifs tels que {\displaystyle a^{2}-2b^{2}=k}, on a la fraction continue généralisée suivante :
{\displaystyle b{\sqrt {2}}-a={\cfrac {-k}{2a+{\cfrac {-k}{2a+{\cfrac {-k}{2a+\cdots }}}}}}\,}
que l'on note sous forme plus concise
{\displaystyle b{\sqrt {2}}=[a;-k,2a;-k,2a;-k,2a;\ldots ]}
On en déduit les quelques développements de {\displaystyle {\sqrt {2}}} suivants :
{\displaystyle {\sqrt {2}}={\dfrac {1}{2}}\times [3;-1,6;-1,6;-1,6;\ldots ]}
{\displaystyle {\sqrt {2}}={\dfrac {1}{12}}\times [17;-1,34;-1,34;-1,34;\ldots ]}
{\displaystyle {\sqrt {2}}={\dfrac {1}{70}}\times [90;-1,180;-1,180;-1,180;\ldots ]}
Éléments de démonstration : soit la suite {\displaystyle (u_{n})} définie par la relation de récurrence {\displaystyle u_{n+1}={\dfrac {-k}{2a+u_{n}}}} et soit {\displaystyle \varepsilon _{n}=|u_{n}-(b{\sqrt {2}}-a)|}. Alors on peut montrer que {\displaystyle \varepsilon _{n+1}<K\varepsilon _{n}}, avec {\displaystyle {\dfrac {1}{\left|1+{\dfrac {2a}{b{\sqrt {2}}-a}}\right|}}<K<1} si {\displaystyle u_{n}} est suffisamment proche de {\displaystyle b{\sqrt {2}}-a}.

### Développements en série et produit infini

#### Produits infinis
L’identité {\displaystyle \cos \left({\dfrac {\pi }{4}}\right)=\sin \left({\dfrac {\pi }{4}}\right)={\dfrac {1}{\sqrt {2}}}} et la représentation en produit infini du sinus et du cosinus mènent aux développements suivants
{\displaystyle {\sqrt {2}}=2\prod _{k=0}^{\infty }{\frac {(4k+1)(4k+3)}{(4k+2)^{2}}}=2\left(1-{\frac {1}{4}}\right)\left(1-{\frac {1}{36}}\right)\left(1-{\frac {1}{100}}\right)\cdots }
{\displaystyle {\sqrt {2}}=\prod _{k=0}^{\infty }{\frac {(4k+2)^{2}}{(4k+1)(4k+3)}}=\left({\frac {2\cdot 2}{1\cdot 3}}\right)\left({\frac {6\cdot 6}{5\cdot 7}}\right)\left({\frac {10\cdot 10}{9\cdot 11}}\right)\left({\frac {14\cdot 14}{13\cdot 15}}\right)\cdots }
Le dernier produit peut s’écrire de manière équivalente :
{\displaystyle {\sqrt {2}}=\prod _{k=0}^{\infty }\left(1+{\frac {1}{4k+1}}\right)\left(1-{\frac {1}{4k+3}}\right)=\left(1+{\frac {1}{1}}\right)\left(1-{\frac {1}{3}}\right)\left(1+{\frac {1}{5}}\right)\left(1-{\frac {1}{7}}\right)\cdots .}

#### Séries
Le nombre peut aussi être évalué sous forme de série en utilisant le développement de Taylor d’une fonction trigonométrique en {\displaystyle \left({\dfrac {\pi }{4}}\right)} :
{\displaystyle {\frac {1}{\sqrt {2}}}=\sum _{k=0}^{\infty }{\frac {(-1)^{k}\left({\frac {\pi }{4}}\right)^{2k}}{(2k)!}}.}
{\displaystyle {\frac {1}{\sqrt {2}}}=\sum _{k=0}^{\infty }{\frac {(-1)^{k}\left({\frac {\pi }{4}}\right)^{2k+1}}{(2k+1)!}}.}
On peut aussi utiliser la fonction √1 + x en {\displaystyle 1} :
{\displaystyle {\sqrt {2}}=1+\sum _{k=1}^{\infty }(-1)^{k+1}{\frac {\prod _{0<n<k}(2n-1)}{\prod _{n=1}^{n=k}(2n)}}=1+{\frac {1}{2}}-{\frac {1}{2\cdot 4}}+{\frac {1\cdot 3}{2\cdot 4\cdot 6}}-{\frac {1\cdot 3\cdot 5}{2\cdot 4\cdot 6\cdot 8}}+\cdots .}
La convergence de la dernière série peut être accélérée par le biais d’une transformation d’Euler pour donner :
{\displaystyle {\sqrt {2}}=\sum _{k=0}^{\infty }{\frac {(2k+1)!}{(k!)^{2}2^{3k+1}}}={\frac {1}{2}}+{\frac {3}{8}}+{\frac {15}{64}}+{\frac {35}{256}}+{\frac {315}{4096}}+{\frac {693}{16384}}+\cdots .}

#### Développement en série de Engel
Le développement en série de Engel est : 
{\displaystyle {\sqrt {2}}=1+{\frac {1}{3}}+{\frac {1}{3\times 5}}+{\frac {1}{3\times 5\times 5}}+\cdots }, voir la suite A028254 de l'OEIS.

#### Développement en cotangente continue de Lehmer
Le développement en cotangente continue de Lehmer est : 
{\displaystyle {\sqrt {2}}=\cot(\operatorname {arccot}(1)-\operatorname {arccot}(5)+\operatorname {arccot}(36)-\operatorname {arccot}(3406)+\operatorname {arccot}(14694817)-\dots )}, voir la suite A002666 de l'OEIS.

## Méthodes numériques d'approximation
{\displaystyle {\sqrt {2}}} vaut approximativement 1,414 213 562 373 095 048 801 688 724 209 698 078 569 671 875 376 948 073 176 679 737. Pour plus de décimales, voir la suite A002193 de l'OEIS.
Le calcul d’une valeur approchée de {\displaystyle {\sqrt {2}}} a été un problème mathématique pendant des siècles. Ces recherches ont permis de perfectionner les algorithmes de calculs d’extraction de racines carrées. En informatique, ces recherches se sont poursuivies afin d’optimiser ces algorithmes en réduisant les temps de calcul et la consommation de mémoire.
À l'exclusion de l'algorithme de la potence, les méthodes numériques d’approximation présentées ci-dessous sont destinées au calcul d’un nombre important de décimales. Elles se basent généralement sur une suite convergente de nombres rationnels ; ainsi l’itération s’affranchit du coût de calcul sur des nombres à virgule flottante — dont il faudrait en plus connaître la précision a priori. Les meilleures approximations par une suite rationnelle {\displaystyle {\dfrac {p_{n}}{q_{n}}}} donnent une erreur en {\displaystyle {\dfrac {1}{q_{n}^{2}}}}, une propriété de l’approximation diophantienne des entiers quadratiques.

### Méthodes à convergence linéaire

#### Algorithme de la potence
Cette méthode ancienne (on la trouve en Chine dans Les Neuf Chapitres sur l'art mathématique au IIIe siècle et en Inde dans l'Āryabhaṭīya au Ve siècle) permet de déterminer à la main les décimales successives d'une racine carrée, mais les divisions à effectuer augmentent rapidement de taille. Ci-dessous, l'algorithme de la potence pour le calcul des cinq premières décimales de {\displaystyle {\sqrt {2}}}.
|                   | {\displaystyle 2} |                   |                   |                   |                   |                   |                   |                   |                   |                   |                   | 1,41421         |
| {\displaystyle -} | {\displaystyle 1} |                   |                   |                   |                   |                   |                   |                   |                   |                   |                   | 1×1=1           |
|                   | {\displaystyle 1} | {\displaystyle 0} | {\displaystyle 0} |                   |                   |                   |                   |                   |                   |                   |                   |                 |
|                   | {\displaystyle -} | {\displaystyle 9} | {\displaystyle 6} |                   |                   |                   |                   |                   |                   |                   |                   | 24×4=96         |
|                   |                   |                   | {\displaystyle 4} | {\displaystyle 0} | {\displaystyle 0} |                   |                   |                   |                   |                   |                   |                 |
|                   |                   | {\displaystyle -} | {\displaystyle 2} | {\displaystyle 8} | {\displaystyle 1} |                   |                   |                   |                   |                   |                   | 281×1=281       |
|                   |                   |                   | {\displaystyle 1} | {\displaystyle 1} | {\displaystyle 9} | {\displaystyle 0} | {\displaystyle 0} |                   |                   |                   |                   |                 |
|                   |                   | {\displaystyle -} | {\displaystyle 1} | {\displaystyle 1} | {\displaystyle 2} | {\displaystyle 9} | {\displaystyle 6} |                   |                   |                   |                   | 2824×4=11296    |
|                   |                   |                   |                   |                   | {\displaystyle 6} | {\displaystyle 0} | {\displaystyle 4} | {\displaystyle 0} | {\displaystyle 0} |                   |                   |                 |
|                   |                   |                   |                   | {\displaystyle -} | {\displaystyle 5} | {\displaystyle 6} | {\displaystyle 5} | {\displaystyle 6} | {\displaystyle 4} |                   |                   | 28282×2=56564   |
|                   |                   |                   |                   |                   |                   | {\displaystyle 3} | {\displaystyle 8} | {\displaystyle 3} | {\displaystyle 6} | {\displaystyle 0} | {\displaystyle 0} |                 |
|                   |                   |                   |                   |                   | {\displaystyle -} | {\displaystyle 2} | {\displaystyle 8} | {\displaystyle 2} | {\displaystyle 8} | {\displaystyle 4} | {\displaystyle 1} | 282841×1=282841 |
|                   |                   |                   |                   |                   |                   | {\displaystyle 1} | {\displaystyle 0} | {\displaystyle 0} | {\displaystyle 7} | {\displaystyle 5} | {\displaystyle 9} |                 |

#### Méthode de Théon de Smyrne
On doit à Théon de Smyrne ces deux suites {\displaystyle (p_{n})} et {\displaystyle (q_{n})} définies par récurrence :
{\displaystyle p_{n+1}=p_{n}+2q_{n},\quad p_{0}=1} ;
{\displaystyle q_{n+1}=p_{n}+q_{n},\quad q_{0}=1}.
Ces suites sont à valeur entière strictement positive, donc strictement croissantes par récurrence, et vérifient
{\displaystyle p_{n}^{2}-2q_{n}^{2}=(-1)^{n}(p_{0}^{2}-2q_{0}^{2})}
de sorte que {\displaystyle {\dfrac {p_{n}}{q_{n}}}} tend vers {\displaystyle {\sqrt {2}}}.
On ne sait pas si l’intention de Théon de Smyrne était de calculer une valeur approchée de {\displaystyle {\sqrt {2}}}.

#### Solutions de l'équation diophantiennea²− 2b²=k
Les solutions entières de l’équation {\displaystyle a^{2}-2b^{2}=k} sont engendrées par récurrence
{\displaystyle a_{m+1}=3a_{m}+4b_{m}}
{\displaystyle b_{m+1}=2a_{m}+3b_{m}}
à partir des valeurs initiales {\displaystyle (a_{0},b_{0})=(1,1)} pour {\displaystyle k=-1} et {\displaystyle (3,2)} pour {\displaystyle k=1}.
Cette méthode se déduit de celle de Théon : chaque itération de la présente correspond à deux itérations de celle-là. Ainsi, {\displaystyle {\dfrac {a_{n}}{b_{n}}}} tend linéairement vers {\displaystyle {\sqrt {2}}}.
Les premières solutions sont :
- {\displaystyle k=-1:(1,1),(7,5),(41,29),(239,169),(1393,985)},
- {\displaystyle k=1:(3,2),(17,12),(99,70),(577,408),(3363,2378)}.

#### Méthode de Théon généralisée
On se donne {\displaystyle (a,b)}, obtenu par la méthode de Théon, qui est donc solution de l’une des deux équations diophantiennes précédentes {\displaystyle 2b^{2}=a^{2}-k=K}, avec {\displaystyle k=\pm 1} et {\displaystyle K>1}. On peut alors écrire
{\displaystyle {\sqrt {2}}={\dfrac {a}{b}}{\sqrt {\dfrac {K}{K+k}}}}
Les suites {\displaystyle p_{n}} et {\displaystyle q_{n}} définies par
{\displaystyle p_{n+1}=(2K+k)p_{n}+2Kq_{n},\quad p_{0}=1} ;
{\displaystyle q_{n+1}=(2K+2k)p_{n}+(2K+k)q_{n},\quad q_{0}=1}.
vérifient
{\displaystyle (K+k)_{n+1}^{2}-Kq_{n+1}^{2}=(K+k)p_{n}^{2}-Kq_{n}^{2}=\ldots =k},
et donc, de la même façon que ci-dessus, la suite {\displaystyle {\dfrac {p_{n}}{q_{n}}}} converge vers {\displaystyle {\sqrt {\dfrac {K}{K+k}}}={\dfrac {b}{a}}{\sqrt {2}}}. De plus, si {\displaystyle k=1}, cette suite est croissante donc approche cette valeur par défaut, et si {\displaystyle k=-1}, elle est décroissante donc approche cette valeur par excès.
On peut utiliser cette relation pour estimer l’erreur :
{\displaystyle \varepsilon _{n+1}\simeq \varepsilon _{n}(4K+3k)^{-2}}
et c’est une majoration si {\displaystyle k=1}.
La convergence est donc linéaire : elle fait gagner un nombre à peu près constant de décimales à chaque itération.
Cette méthode correspond à une généralisation de la méthode du paragraphe précédent au radical {\displaystyle {\sqrt {\dfrac {K}{K+k}}}}. Pour {\displaystyle K} plus grand, la suite {\displaystyle (q_{n})} croit plus rapidement, donc la convergence est accélérée.
| itération | valeur fractionnaire                                                      | décimales exactes                                            |
| 0         | {\displaystyle 1}                                                         | {\displaystyle 1}                                            |
| 1         | {\displaystyle {\dfrac {19\ 601}{13\ 860}}}                               | {\displaystyle 1,414\ 213\ 56}                               |
| 2         | {\displaystyle {\dfrac {22\ 619\ 537}{15\ 994\ 428}}}                     | {\displaystyle 1,414\ 213\ 562\ 373\ 09}                     |
| 3         | {\displaystyle {\dfrac {26\ 102\ 926\ 097}{18\ 457\ 556\ 052}}}           | {\displaystyle 1,414\ 213\ 562\ 373\ 095\ 048\ 80}           |
| 4         | {\displaystyle {\dfrac {30\ 122\ 754\ 096\ 401}{21\ 300\ 003\ 689\ 580}}} | {\displaystyle 1,414\ 213\ 562\ 373\ 095\ 048\ 801\ 688\ 72} |

#### Développement en fraction continue
Une autre méthode consiste à approcher {\displaystyle b{\sqrt {2}}-a} par sa fraction continue généralisée pour {\displaystyle (a,b)} solution de l’équation diophantienne {\displaystyle 2b^{2}=a^{2}-k}, avec {\displaystyle k=\pm 1} :
{\displaystyle b{\sqrt {2}}-a=[0;-k,2a;-k,2a;-k,2a;\ldots ]} est approximé à l’aide de la suite {\displaystyle \left({\dfrac {p_{n}}{q_{n}}}\right)} déterminée par la relation de récurrence
{\displaystyle p_{n+1}=q_{n}}
{\displaystyle q_{n+1}=2aq_{n}+kp_{n}}
L’erreur vérifie asymptotiquement
{\displaystyle \varepsilon _{n+1}<{\dfrac {|b{\sqrt {2}}-a|}{2a-1}}\varepsilon _{n}}
| itération | valeur fractionnaire                                                     | décimales exactes                                           |
| 0         | {\displaystyle 1}                                                        | {\displaystyle 1}                                           |
| 1         | {\displaystyle {\dfrac {114\ 243}{80\ 782}}}                             | {\displaystyle 1,414\ 213\ 562}                             |
| 2         | {\displaystyle {\dfrac {54\ 608\ 393}{38\ 613\ 965}}}                    | {\displaystyle 1,414\ 213\ 562\ 373\ 09}                    |
| 3         | {\displaystyle {\dfrac {26\ 102\ 926\ 097}{18\ 457\ 556\ 052}}}          | {\displaystyle 1,414\ 213\ 562\ 373\ 095\ 048\ 80}          |
| 4         | {\displaystyle {\dfrac {12\ 477\ 253\ 282\ 759}{8\ 822\ 750\ 406\ 821}}} | {\displaystyle 1,414\ 213\ 562\ 373\ 095\ 048\ 801\ 688\ 7} |

#### Développement en série entière
On se donne {\displaystyle (a,b)} solution de l’équation diophantienne {\displaystyle 2b^{2}=a^{2}-k=K}, avec {\displaystyle k=\pm 1}. On peut alors écrire {\displaystyle {\sqrt {\dfrac {K}{K+k}}}} comme somme d'une série via le développement en série entière de {\displaystyle (1+z)^{-{\frac {1}{2}}}} (ou la formule du binôme généralisée, simple variante d'exposition).
{\displaystyle {\sqrt {\frac {\mathrm {K} }{\mathrm {K} +k}}}=1-{\frac {1}{2}}{\frac {k}{\mathrm {K} }}+{\frac {1\times 3}{2\times 4}}\left({\frac {k}{\mathrm {K} }}\right)^{2}-{\frac {1\times 3\times 5}{2\times 4\times 6}}\left({\frac {k}{\mathrm {K} }}\right)^{3}+\dots }
et utiliser {\displaystyle {\sqrt {2}}={\dfrac {a}{b}}{\sqrt {\dfrac {K}{K+k}}}}.
Avec {\displaystyle a=7,b=5} (soit {\displaystyle K=50,k=-1}) et donc {\displaystyle {\sqrt {2}}={\dfrac {7}{5}}{\sqrt {\dfrac {50}{49}}}}, les premiers termes de la série sont particulièrement simples, comme l’a fait remarquer Leonhard Euler en 1755 :
{\displaystyle {\sqrt {2}}={\frac {7}{5}}\left(1+{\frac {1}{100}}+{\frac {1\times 3}{1\times 2}}10^{-4}+{\frac {1\times 3\times 5}{1\times 2\times 3}}10^{-6}+\dots \right)=1,4+0,014+0,00021+0,0000035+\dots }
| itération | valeur fractionnaire                                                                                      | décimales exactes                                        |
| 0         | {\displaystyle 1}                                                                                         | {\displaystyle 1}                                        |
| 1         | {\displaystyle {\dfrac {239}{169}}}                                                                       | {\displaystyle 1,414\ 2}                                 |
| 2         | {\displaystyle {\dfrac {6\ 238\ 763\ 163\ 557}{4\ 411\ 471\ 739\ 168}}}                                   | {\displaystyle 1,414\ 213\ 562\ 373\ 09}                 |
| 3         | {\displaystyle {\dfrac {712\ 741\ 258\ 857\ 407\ 100}{503\ 984\ 177\ 369\ 509\ 000}}}                     | {\displaystyle 1,414\ 213\ 562\ 373\ 095\ 048}           |
| 4         | {\displaystyle {\dfrac {325\ 705\ 649\ 507\ 622\ 468\ 308\ 893}{230\ 308\ 673\ 437\ 608\ 741\ 128\ 192}}} | {\displaystyle 1,414\ 213\ 562\ 373\ 095\ 048\ 801\ 688} |

#### Dichotomie
Il est possible d’approcher {\displaystyle {\sqrt {2}}} par bissection. Cette méthode est de convergence linéaire lente : on gagne trois décimales à chaque dizaine d’itérations.

### Méthode à convergence quadratique
La méthode de Newton appliquée à la fonction racine carrée permet de calculer une valeur approchée de {\displaystyle {\sqrt {2}}} de manière itérative avec une convergence quadratique, c’est-à-dire doublant le nombre de décimales à chaque itération. La récurrence a la forme
{\displaystyle u_{n+1}={\dfrac {u_{n}}{2}}+{\dfrac {1}{u_{n}}}}
Cet algorithme s’appelle méthode de Héron ou méthode babylonienne car il semble que ce soit celle utilisée par les Babyloniens pour trouver des valeurs approchées de racines carrées.
Si l’on s’intéresse aux fractions successives à partir d’une valeur initiale {\displaystyle p_{0}} et {\displaystyle q_{0}}, la récurrence sur le numérateur et le dénominateur sont
{\displaystyle p_{n+1}=p_{n}^{2}+2q_{n}^{2}}
{\displaystyle q_{n+1}=2p_{n}q_{n}}
| itération | valeur fractionnaire                                              | décimales exactes                                       |
| 0         | {\displaystyle 1}                                                 | {\displaystyle 1}                                       |
| 1         | {\displaystyle {\dfrac {3}{2}}}                                   | {\displaystyle 1}                                       |
| 2         | {\displaystyle {\dfrac {17}{12}}}                                 | {\displaystyle 1,41}                                    |
| 3         | {\displaystyle {\dfrac {577}{408}}}                               | {\displaystyle 1,414\ 21}                               |
| 4         | {\displaystyle {\dfrac {665\ 857}{470\ 832}}}                     | {\displaystyle 1,414\ 213\ 562\ 37}                     |
| 5         | {\displaystyle {\dfrac {886\ 731\ 088\ 897}{627\ 013\ 566\ 048}}} | {\displaystyle 1,414\ 213\ 562\ 373\ 095\ 048\ 801\ 68} |

### Méthodes cubiques

#### Méthode de Halley
La méthode de Halley est un exemple de méthode cubique. Elle cherche le zéro de {\displaystyle f(x)=x^{2}-2} en utilisant les deux premières dérivées. La solution itérative est
{\displaystyle x_{n+1}=x_{n}\times {\dfrac {x_{n}^{2}+6}{3x_{n}^{2}+2}}}
soit en posant {\displaystyle x_{n}={\dfrac {p_{n}}{q_{n}}}} :
{\displaystyle p_{n+1}=p_{n}(p_{n}^{2}+6q_{n}^{2})}
{\displaystyle q_{n+1}=q_{n}(3p_{n}^{2}+2q_{n}^{2})}
Cette méthode est de convergence cubique : le nombre de décimales exactes triple à chaque itération.
| itération | valeur fractionnaire                                           | décimales exactes |
| 0         | {\displaystyle 1}                                              | {\displaystyle 1} |
| 1         | {\displaystyle {\dfrac {7}{5}}}                                | {\displaystyle 1,4} |
| 2         | {\displaystyle {\dfrac {1393}{985}}}                           | {\displaystyle 1,414\ 213} |
| 3         | {\displaystyle {\dfrac {10\ 812\ 186\ 007}{7\ 645\ 370\ 045}}} | {\displaystyle 1,414\ 213\ 562\ 373\ 095\ 048} |
| 4         | —                                                              | {\displaystyle 1,414\ 213\ 562\ 373\ 095\ 048} {\displaystyle 801\ 688\ 724\ 209\ 698\ 078\ 569} {\displaystyle 671\ 875\ 376\ 948\ 073\ 176\ 679\ 7} |

#### Méthode de Householder
L’itération de Householder appliquée à {\displaystyle f(x)={\dfrac {1}{x^{2}}}-{\dfrac {1}{\sqrt {2}}}} donne une suite convergeant vers {\displaystyle {\dfrac {1}{\sqrt {2}}}} :
{\displaystyle x_{n+1}=x_{n}+{\dfrac {x_{n}}{8}}\times (2x_{n}^{2}-1)(6x_{n}^{2}-7)}

### Méthodes d'ordre supérieur
On utilise une méthode de Newton modifiée pour trouver le zéro de {\displaystyle f(x)={\dfrac {1}{x^{2}}}-{\dfrac {1}{2}}}. Cela donne la suite récurrente :
{\displaystyle x_{n+1}=x_{n}+{\dfrac {x_{n}}{16}}\times (8h_{n}+6h_{n}^{2}+5h_{n}^{3})}
avec
{\displaystyle h_{n}=1-{\dfrac {x_{n}^{2}}{2}}}
Cette méthode est de convergence quartique, c’est-à-dire d’ordre {\displaystyle 4} : le nombre de chiffres significatifs corrects quadruple (asymptotiquement) à chaque itération.
| itération | valeur fractionnaire                                                 | décimales exactes |
| 0         | {\displaystyle {\dfrac {3}{2}}}                                      | {\displaystyle 1} |
| 1         | {\displaystyle {\dfrac {23169}{2^{14}}}}                             | {\displaystyle 1,414} |
| 2         | {\displaystyle {\dfrac {57367317478181003155381859082363}{2^{105}}}} | {\displaystyle 1,414\ 213\ 562\ 373\ 09} |
| 3         | —                                                                    | {\displaystyle 1,414\ 213\ 562\ 373\ 09} {\displaystyle 5\ 048\ 801\ 688\ 724\ 209} {\displaystyle 698\ 078\ 569\ 671\ 875\ 3} {\displaystyle 76\ 948\ 073\ 176\ 679\ 737} |
Il existe des méthodes d’ordre supérieur, notamment parmi les méthodes de Householder.